# Nemanja Milošević
Nemanja Milošević (Kirin Serbia: Немања Милошевић; sinh ngày 18 tháng 8 năm 1996) là một tiền vệ bóng đá Serbia thi đấu cho Jagodina.